# 1848 w polityce

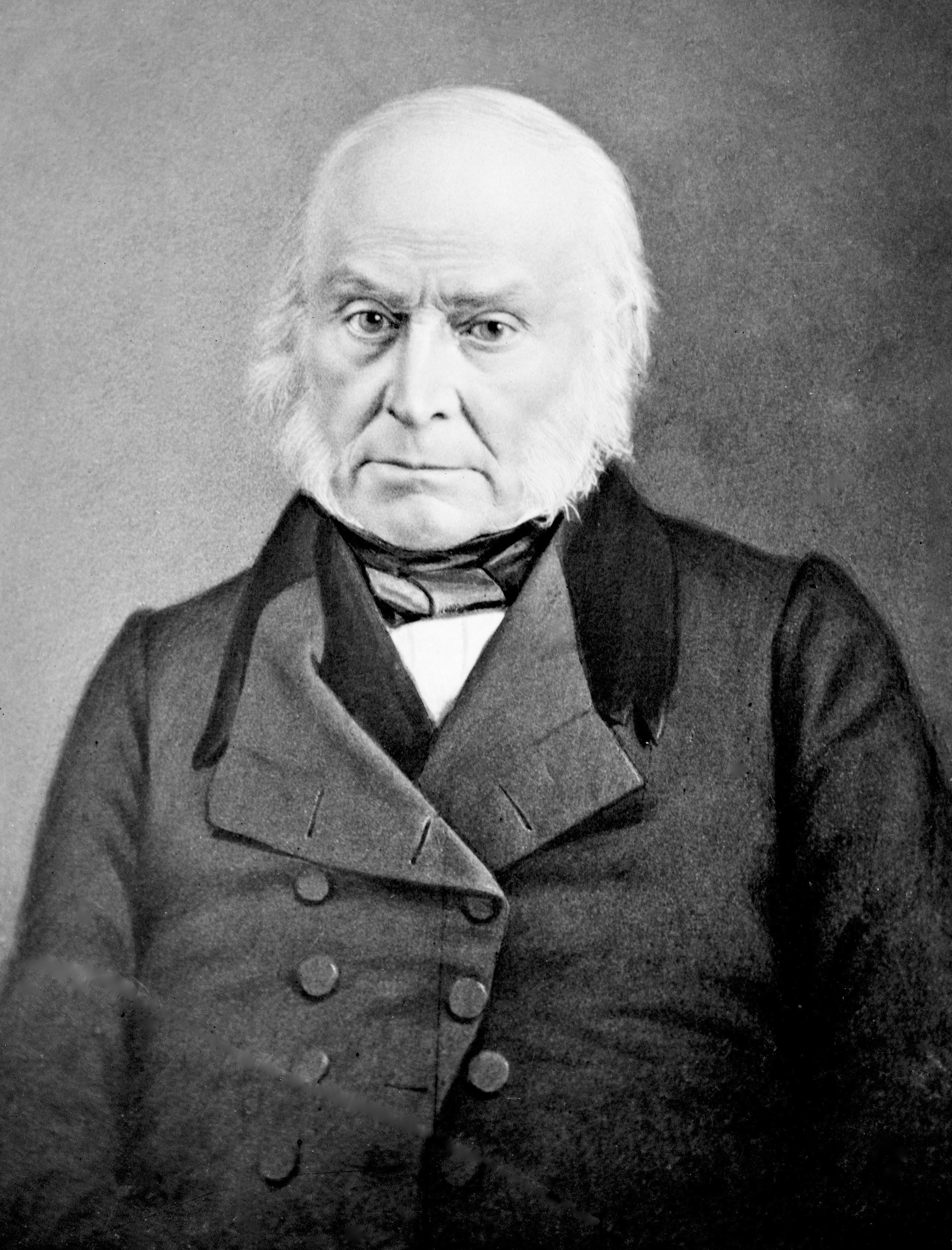
John Quincy Adams

Wydarzenia polityczne w 1848 roku.

## Wydarzenia
- 2 lutego - zawarto traktat pokojowy w Guadelupe Hidalgo, kończący wojnę amerykańsko-meksykańską. Meksyk utracił ponad połowę terytorium, uznał granicę Teksasu wzdłuż Rio Grande i zrzekł się Górnej Kalifornii i Nowego Meksyku[1].
- Wiosna Ludów[2][3].

## Zmarli
- 20 stycznia Chrystian VIII Oldenburg, król Danii i Norwegii[4].
- 23 lutego John Quincy Adams, prezydent Stanów Zjednoczonych[5][6].
- 19 maja Jan Weyssenhoff, polski generał[7].